# Yūko Gotō
Yūko Gotō (後藤 邑子?, Gotō Yūko; Aichi, 28 agosto 1975) è un'attrice, doppiatrice e cantante giapponese che lavora per la Axlone.
È conosciuta principalmente per il ruolo di Mikuru Asahina nell'anime La malinconia di Haruhi Suzumiya.
In contrasto con la sua voce, tipica dello stereotipo di personaggio moé, Yūko Gotō è devota allo stile di vita dei biker, cosa che viene parodiata nel ventitreesimo episodio dell'anime Lucky Star, nel quale appare in una caricatura dall'aspetto di bōsōzoku mascolino chiamata Gotouza.

## Ruoli

### Serie televisive
1999
- Iketeru Futari (Kaneto Sakurai)
- Nekojiru Gekijou (Nyansuke)

2000
- UFO Baby (Sayuri)

2002
- I"s Pure (Yuka Morisaki)
- Mirmo! (Kameri)
- Mizuiro (Hiyori Hayasaka)

2003
- Naruto (Futaba)
- The World of Narue (Yuki Kashiwazaki)

2004
- Genshiken (Susanna Hopkins)

2005
- Fushigiboshi no Futagohime (Rein)[2]
- Lamune (Nanami Konoe)[2]
- Shuffle! (Kaede Fuyou)[2]

2006
- Fushigiboshi no Futagohime Gyu! (Rein)
- Kujibiki Unbalance (Kaoruko Yamada)
- Lovely Idol (Miu Nekoya)
- Otome wa Boku ni Koishiteru (Ichiko Takashima)
- La malinconia di Haruhi Suzumiya (Mikuru Asahina)[2][3]

2007
- Blue Drop: Tenshi-tachi no Gikyoku (Tsubael)
- Dragonaut - The Resonance (Makina)
- Hayate no Gotoku! (Maou [Demon Queen])
- Hidamari Sketch (Hiro)
- Lucky Star (Gotouther-sama/herself in episode 23) and Ayano Minegishi
- Night Wizard THE ANIMATION (Bell Zephyr)
- Sayonara Zetsubō-sensei (Abiru Kobushi)
- Sketchbook ~full color'S~ (Kate)

2008
- Code Geass: Lelouch of the Rebellion R2 (Anya Alstreim, Mutsuki Minase, Monika Kruszewski)
- Kimi ga Aruji de Shitsuji ga Ore de (Miyu Kuonji)
- Special A (Hikari Hanazono)
- Gintama (Kirara)
- Itazura na Kiss (Christine Robbins)
- Hidamari Sketch x365 (Hiro)
- Kyōran Kazoku Nikki (Hiratsuka Raichou)
- Kuroshitsuji (Meena)
- Zoku Sayonara, Zetsubou-Sensei (Abiru Kobushi)
- Goku Sayonara, Zetsubou-Sensei (Abiru Kobushi)

2009
- Tears to Tiara (Rhiannon)
- Queen's Blade (Menace)
- La malinconia di Haruhi Suzumiya (Stagione 2) (Mikuru Asahina)
- Zan Sayonara, Zetsubou-Sensei (Abiru Kobushi)
- Aika Zero (Shiratori Miyu)

2010
- Ōkami Kakushi (Kaori Mana)
- Suzumiya Haruhi no shōshitsu (Mikuru Asahina)
- Hidamari Sketch × ☆☆☆ (Hiro)
- Ladies versus Butlers! (Saori Shikikagami)
- Arakawa Under the Bridge (Jacqueline)
- Blood Jewel (Kisa Sutsuki)

2011
- Astarotte no Omocha! (Elíka Drakul Draupnils)
- Hidamari Sketch × SP (Hiro)
- Kämpfer für die Liebe (Assistant Committee Chairperson)
- Maji de Watashi ni Koishinasai! (Yukie Mayuzumi)
- Nyanpire (Chachamaru)
- Puella Magi Madoka Magica (Junko Kaname)
- Oretachi ni Tsubasa wa Nai (Naru Ōtori)

2015
- Overlord (Teiera Ribollente)

2017
- Miss Kobayashi's Dragon Maid (Georgie Saikawa)

2018
- Death March to the Parallel World Rhapsody (Mosa)

### Game
- Berserk Millennium Falcon Arc ~Chapter of the Record of the Holy Demon War (Farnese)
- Code 18 (Nanari Torikura)
- Demolition Girl (Riho Futaba)
- Duke Nukem Forever (Kate Holsom)
- Full Metal Daemon: Muramasa (Hikaru Minato)
- Lamune ~Garasubin ni Utsuru Umi~ (Nanami Konoe)
- Shin Lucky Star Moe Drill Tabidachi (Ayano Minegishi)
- Kodomo Milk Parfait (Aya)
- Mana-Khemia 2: Chloe Hartog
- Mega Man Zero 4 (Neige)
- Mizuiro (Hiyori Hayasaka)
- Memories Off 6: T-wave (Chloe Kagamigawa)
- Narcissu -side 2nd- (Chihiro)
- Natsuiro High School: Seishun Hakusho (Riho Futaba)
- Otomedius (Poinny Koon, Winbee)
- Puyo Puyo~n (Ar-chan)
- Quiz Magic Academy (Riel)
- Really Really (Kaede Fuyou)
- Riviera: The Promised Land (Cierra)
- Scarlett~Nichijō no Kyōkaisen~ (Bettō Izumi Shizuka Scarlett)
- Shuffle! (Kaede Fuyou)
- Simple Series Riho Futaba
- Suigetsu (Alice Kousaka)
- Summon Night 4 (Pomnit)
- Tears to Tiara: Kakan no Daichi (Riannon)
- Princess Waltz (Shizuka Suzushiro)